# Jerzy Kleer

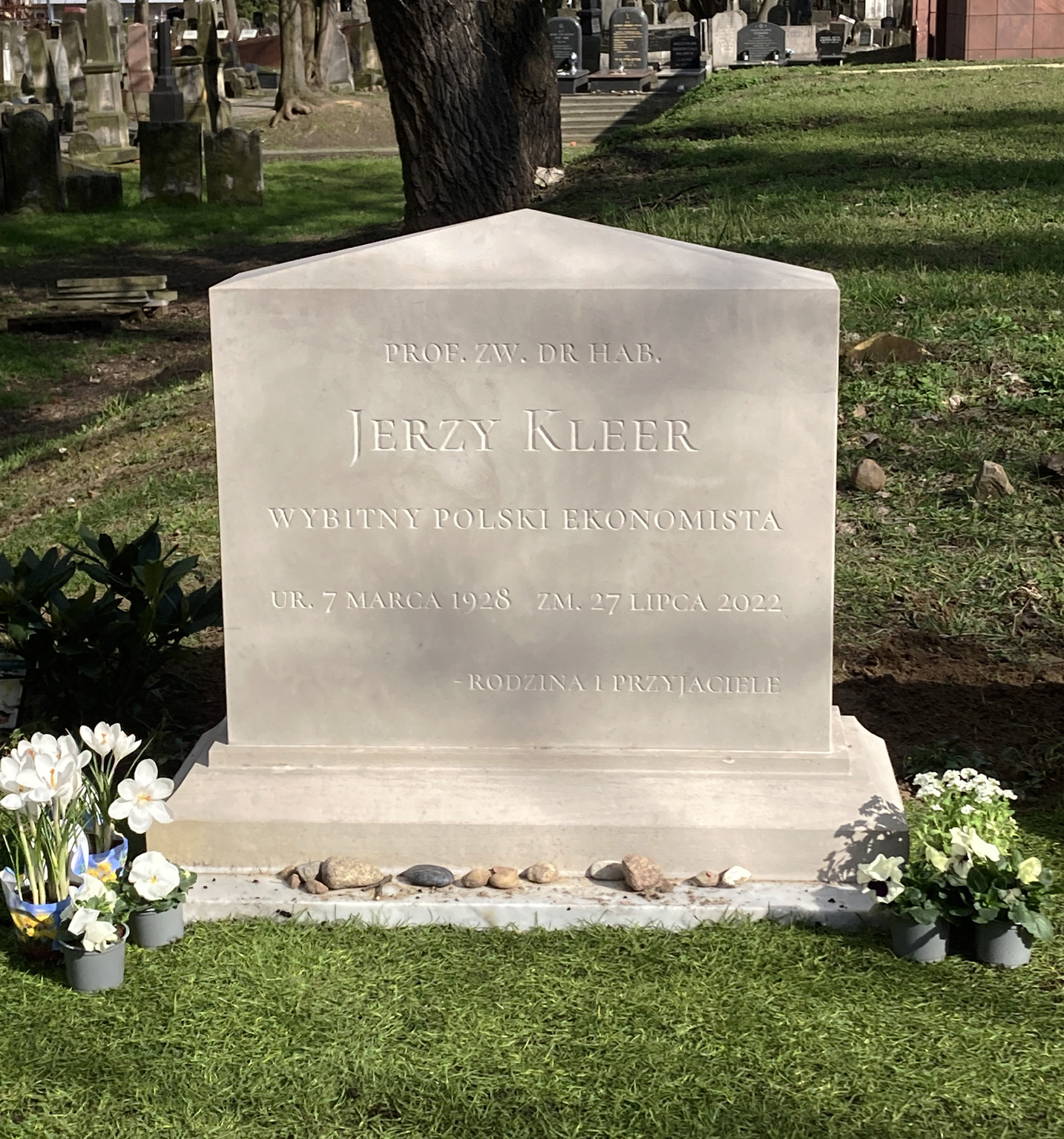
Grób prof. Jerzego Kleera na Cmentarzu Żydowskim w Warszawie

Jerzy Kleer (ur. 7 marca 1928 w Bielsku, zm. 27 lipca 2022 w Otwocku) – polski ekonomista, prof. zw. dr hab. nauk ekonomicznych o specjalności teoria ekonomii, globalizacji i regionalizacja, sektor publiczny, ekonomia rozwoju, polityka gospodarcza. Pracownik nieetatowy Wydziału Nauk Ekonomicznych Uniwersytetu Warszawskiego, rektor Wyższej Szkoły Bankowości, Finansów i Zarządzania w Warszawie w latach 1995–2008.

## Życiorys
W czasie wojny przebywał w niemieckich obozach koncentracyjnych, m.in.: Gross Rosen, Freiburg, Waldenburg. Od 1948 do 1951 r. studiował w Wyższej Szkole Handlowej we Wrocławiu (następnie pn. Wyższa Szkoła Ekonomiczna). Jednocześnie, w latach 1949–1951 odbył edukację na I i II roku na Wydziale Prawa Uniwersytetu Wrocławskiego. W 1950 wstąpił do Polskiej Zjednoczonej Partii Robotniczej. Został m.in. konsultantem Wojewódzkiego Ośrodka Szkolenia Partyjnego, a także członkiem egzekutywy OOP PZPR Wydziału Finansowego WSE.
W 1951 r. ukończył pierwszy stopień studiów w WSE, w której pracował jako asystent katedry ekonomii politycznej od 1950 do 1952. Od 1951 do 1952 wykładał także ekonomię polityczną na UWr. W 1953 ukończył ekonomię w Szkole Głównej Planowania i Statystyki w Warszawie po uczestnictwie w seminarium prof. dr Maksymiliana Pohorillego, a następnie został na tej uczelni asystentem katedry ekonomii politycznej. Studiował również w Szkole Partyjnej przy KC PZPR. W 1953 r. został lektorem KC PZPR. Był aspirantem w Instytucie Kształcenia Kadr Naukowych przy KC PZPR. Od 1956 do 1970 r. był kolejno starszym asystentem, adiunktem, docentem w Zakładzie Nauk Ekonomicznych Polskiej Akademii Nauk. W latach 1958–1998 w tygodniku „Polityka” był redaktorem oraz członkiem kolegium redakcyjnego.
28 listopada 1958 obronił na Wydziale Ekonomii Politycznej Uniwersytetu Warszawskiego pracę doktorską Ekonomiczne aspekty spółdzielczości, przygotowaną pod kierunkiem prof. Oskara Langego. W 1962 r. uzyskał stopień doktora habilitowanego z zakresu nauk ekonomicznych (Szkoła Główna Planowania i Statystyki w Warszawie). W latach 1971–1983 był kierownikiem Zakładu Teorii Spółdzielczości, następnie kierownikiem Zakładu Spółdzielczości Zagranicą w Spółdzielczym Instytucie Badawczym (docent, profesor nadzwyczajny, profesor zwyczajny) i jednocześnie kierownikiem Katedry Spółdzielczości, a następnie kierownikiem Katedry Ekonomii Sfery Publicznej na Wydziale Nauk Ekonomicznych Uniwersytetu Warszawskiego. W 1975 r. uzyskał tytuł naukowy profesora nadzwyczajnego w zakresie nauk ekonomicznych, a w 1983 tytuł naukowy profesora zwyczajnego. W latach 1983–1987 był konsultantem w zakresie problemów ekonomicznych i społecznych krajów Trzeciego Świata oraz państw socjalistycznych na Uniwersytecie ONZ w Tokio.
Od 1993 r. był członkiem Komitetu Prognoz „Polska 2000 Plus” przy Prezydium PAN. Jako kierujący działalnością naukową Komitetu zapoczątkował m.in. projekt poświęcony wizjom przyszłości Polski Raport „Polska 2050”. Od 1995 do 2008 r. był rektorem na Wyższej Szkole Bankowości, Finansów i Zarządzania, przekształconej w Wyższą Szkołę „Olympus” im. Romualda Kudlińskiego. W latach 1998–2010 był członkiem Centralnej Komisji ds. Stopni i Tytułów Naukowych – opracował ponad 100 recenzji dotyczących wniosków w sprawie nadania stopnia doktora habilitowanego oraz profesora z zakresu nauk ekonomicznych. Od 2005 do 2007 był członkiem Komisji ds. Rozwoju Unii Europejskiej, a w latach 2008–2012 kierownikiem Katedry Międzynarodowych Stosunków Gospodarczych w Wyższej Szkole Cła i Logistyki w Warszawie. Od 2012 r. był profesorem zwyczajnym w Instytucie Nauk Ekonomicznych PAN.
Promotor prac doktorskich oraz recenzent prac doktorskich i habilitacyjnych.

## Dorobek naukowy
- 2009: Samorząd lokalny – dobro publiczne, Polityka Społeczna[4]
- 2008: Między upadkiem a rozkwitem państwa opiekuńczego, Przyszłość Świat Europa Polska[4]
- 2008: Globalizacja – zjawisko ogólne czy specyficzne, Zeszyty Naukowe Kolegium Gospodarki Światowej[4]
- 2008: Europa od wewnątrz i od zewnątrz, Przyszłość Świat Europa Polska[4]
- 2006: Globalne dobra publiczne – ich geneza i rola we współczesnej gospodarce, Olympus[4]

Był autorem ponad 300 prac naukowych, które zostały opublikowane w Polsce i za granicą, oraz ponad 600 artykułów popularnonaukowych opublikowanych w czasopismach ekonomicznych.

## Nagrody i odznaczenia
- 1987: Odznaka „Zasłużony Działacz Kultury”[10]
- 1987: Złota odznaka Stowarzyszenia Dziennikarzy PRL[11]
- 1988: Nagroda Międzynarodowego Związku Spółdzielczego za wkład do teorii spółdzielczości, Genewa[1]
- 2009: Nagroda Prezydium PAN za współtworzenie dorobku naukowego Komitetu Prognoz „Polska 2000 Plus”[1]
- 2010: Międzynarodowa nagroda im N.D. Kondratiewa za wkład do nauk społecznych – przyznana przez Międzynarodową Fundację im. N.D. Kondratiewa oraz Prezydium Rosyjskiej Akademii Nauk, Moskwa[12]